# Maxi Sepúlveda
Maximiliano Iván Sepúlveda (Buenos Aires, Argentina, 29 de marzo de 1990), conocido futbolísticamente como Maxi Sepúlveda, es un futbolista argentino, que juega en la posición de centrocampista. Actualmente milita en la R.S. Gimnástica de Torrelavega, de la Tercera División  de España.

## Trayectoria
Llegó a Boca Juniors en 1999 con tan solo 9 años de edad. Venía de Atlas de Moreno, donde jugó dos años destacándose en la posición de mediapunta y de mediocentro. En Boca Juniors fue capitán de su categoría durante los 9 años que militó en el equipo xeneize.
Con tan solo 14 años fue convocado con la selección Argentina sub-15, en la que disputó 12 partidos amistosos internacionales y jugó el Sudamericano en Bolivia, en la provincia de Santa Cruz de la Sierra.
Con 16 años volvió a vestir la camiseta albiceleste para competir en el torneo clasificatorio jugado en Paraguay, para el mundial sub-17 en Corea-Japón.
Comparado siempre con Gago y Ever Banega.
En la temporada 2008/2009 fichó por el club América. Al finalizar dicha temporada vuelve a España donde juega 8 meses en el C.D Noja. 
En las temporada 2010/11 firmó contrato con el Real Racing Club de Santander "B"  por dos años. Al término de dicho contrato, es pretendido por varios clubes, entre los que destacan el  Sevilla F.C  y el Real Zaragoza. El argentino apuesta por quedarse en el Primer equipo del Racing de Santander dos temporadas más, (2012/2013-2013/2014) a las órdenes de Juan Carlos Unzúe en Segunda División.
En enero de 2014 juega en el Formac Villarrubia de la provincia de Ciudad Real, durante 4 meses hasta fichar por el Lucena CF el 16 de julio de 2014. 

## Selección nacional
Ha sido internacional en las categorías inferiores de la selección argentina.

## Clubes
| Club                           | País      | Año             |
| ------------------------------ | --------- | --------------- |
| Boca Juniors                   | Argentina | 1999            |
| América[cita requerida]        | México    | 2009            |
| Racing de Santander B          | España    | 2012            |
| Racing de Santander            | España    | 2012-2014       |
| Formac Villarubia              | España    | 2014            |
| Lucena CF                      | España    | 2014-2015       |
| R.S. Gimnástica de Torrelavega | España    | 2015-Actualidad |